# Såckagöl
Såckagöl är en sjö i Tranås kommun i Småland och ingår i Motala ströms huvudavrinningsområde.